# ميكل أرتيتا
ميكل أرتيتا أماتيريان (بالإسبانية: Mikel Arteta Amatriain؛ مواليد 26 مارس 1982) هو مدرب كرة قدم محترف إسباني ولاعب سابق. يشغل حاليًا منصب المدير الفني لنادي أرسنال في الدوري الإنجليزي الممتاز.
ولد أرتيتا في سان سيباستيان، وبدأ مسيرته الكروية في برشلونة عام 1999، ولكن بسبب دقائق اللعب القليلة انتقل على سبيل الإعارة إلى باريس سان جيرمان في عام 2001. ثم وقع مع رينجرز، وفاز بالثنائية المحلية في الدوري والكأس في موسمه الأول. بعد عودة قصيرة إلى ريال سوسيداد، انضم أرتيتا إلى إيفرتون على سبيل الإعارة في 2005؛ ثم وقع بشكل دائم. انتقل إلى أرسنال في 2011، حيث فاز بكأس الاتحاد الإنجليزي مرتين وشغل منصب كابتن الفريق من 2014، حتى اعتزاله في 2016.
مثَّل أرتيتا إسبانيا في عدد من فرق الشباب، لكنه لم يلعب للمنتخب الوطني الأول. بعد اعتزاله، انتقل أرتيتا على الفور إلى التدريب، حيث عُين مساعدًا للمدرب في مانشستر سيتي في عام 2016. في عام 2019، عاد إلى أرسنال مدرباً وفاز بكأس الاتحاد الإنجليزي ودرع الاتحاد الإنجليزي في موسمه الأول.

## مسيرته كلاعب
بدأ ميكل أرتيتا مسيرته الكروية في أكاديمية نادي برشلونة، حيث لعب مع الفريق الرديف (برشلونة ب). ثم أُعير إلى باريس سان جيرمان الفرنسي لموسم واحد. بعد ذلك، عاد إلى إسبانيا وانضم إلى ريال سوسيداد، لكن مشاركاته كانت محدودة بسبب وجود تشابي ألونسو.
في عام 2004، انتقل إلى نادي رينجرز الإسكتلندي، حيث تألق وفاز بلقب الدوري الإسكتلندي الممتاز. ثم عاد لفترة قصيرة إلى ريال سوسيداد، قبل أن يبدأ مرحلة جديدة في الدوري الإنجليزي الممتاز.
في يناير 2005، انضم إلى إيفرتون، حيث لعب ستة مواسم وكان من أعمدة الفريق، وحصل على جائزة أفضل لاعب في الفريق عدة مرات. في عام 2011، انتقل إلى أرسنال، حيث أصبح قائدًا للفريق، وفاز معهم بكأس الاتحاد الإنجليزي مرتين قبل أن يعتزل اللعب في عام 2016 ويتجه إلى التدريب.

## مسيرته كمدرب
كان لدى أرتيتا ثلاثة خيارات عند اعتزاله. عرض عليه أرسين فينغر قيادة أكاديمية أرسنال أو الانضمام إلى فريقماوريسيو بوتشيتينو (زميله في باريس سان جيرمان) أو الانضمام إلى فريق بيب غوارديولا التدريبي في مانشستر سيتي. في 3 يوليو 2016، تم تعيين أرتيتا مساعدًا للمدرب في مانشستر سيتي، جنبًا إلى جنب مع برين كيد ودومينيك تورنت، الذان عملا نواب عن بيب غوارديولا.
التقى غوارديولا وأرتيتا لأول مرة في أكاديمية برشلونة، على الرغم من أن غوارديولا كان يلعب بالفعل في الفريق الأول، حيث كان أكبر من أرتيتا بـ11 عامًا. منذ ذلك الحين ظل الاثنان على اتصال. كان غوارديولا مقتنعًا بأن أرتيتا –الذي كان لاعبًا في أرسنال في ذلك الوقت– سيكون مدربًا جيدًا عندما اتصل به للحصول على معلومات عن تشيلسي، قبل مباراة نصف نهائي دوري أبطال أوروبا 2012 ضد برشلونة.
في عام 2015، عندما كان غوارديولا يغادر بايرن ميونيخ، كان أرتيتا في سنته الأخيرة كلاعب، حيث اتصل مجددًا وأكد على أنهما سيعملان معاً. كان أرتيتا مدرب لمانشستر سيتي في الخسارة بدوري أبطال أوروبا 2–1 أمام ليون في 19 سبتمبر 2018، بسبب إيقاف غوارديولا. في مان سيتي، فاز أرتيتا بلقب الدوري الإنجليزي الممتاز، وكأس الاتحاد الإنجليزي، وكأس رابطة الأندية الإنجليزية المحترفة مرتين. في عام 2018، ارتبط اسم أرتيتا ارتباطًا وثيقًا بكونه سيصبح المدير الفني لأرسنال، بعد رحيل المدرب السابق أرسين فينغر، ولكن تم التعاقد مع أوناي إيمري في النهاية.

### أرسنال
في 20 ديسمبر 2019، تم تعيين أرتيتا مدربًا لناديه السابق أرسنال، ووقع عقدًا حتى عام 2023. عند تعيينه، قال إنه يعتقد أن النادي قد فقد الاتجاه وأنه لا يريد أن يتهرب اللاعبون من المسؤولية: «أريد أن يتحمل الناس مسؤولية وظائفهم وأريد أشخاصًا يقدمون العاطفة والطاقة في نادي كرة القدم. أي شخص لا يوافق على هذا، أو له تأثير سلبي أو أي شيء آخر، ليس جيدًا بما يكفي لهذه البيئة أو هذه الثقافة».
في 26 ديسمبر 2019، ظهر أرتيتا للمرة الأولى كمدرب لأرسنال في مباراتهم في الدوري الإنجليزي الممتاز ضد بورنموث والتي انتهت بالتعادل 1–1، بفضل هدف التعادل في الشوط الثاني من بيير إيميريك أوباميانغ. على الرغم من أن التعادل 1–1 لم يكن البداية التي كان الإسباني يحلم بها، إلا أنه قال لاحقًا إنه سعيد بأداء لاعبيه وشغفهم وروحهم القتالية. في 1 يناير 2020، فاز أرتيتا بأول مباراة له كمدرب لأرسنال 2–0 على مانشستر يونايتد في ملعب الإمارات.
في 18 يوليو 2020، تغلب أرسنال على مانشستر سيتي 2–0 في نصف نهائي كأس الاتحاد الإنجليزي، مما قاد أرسنال إلى نهائي كأس الاتحاد الإنجليزي للمرة الرابعة في أخر سبع سنوات، والأول لأرتيتا كمدرب. فاز أرسنال في النهائي 2–1 على تشيلسي ليحقق رقم قياسي في عدد الفوز بالبطولة بـ14 مرة، مما جعل أرتيتا أول شخص يفوز بكأس الاتحاد الإنجليزي كقائد ومدرب لأرسنال. علاوة على ذلك، أصبح أول مدرب يفوز بكأس رئيسي في أول موسم له مع النادي منذ جورج غراهام في موسم 1986–87. في 29 أغسطس، فاز أرتيتا بكأسه الثاني كمدرب بعد فوز أرسنال على ليفربول 5–4 بركلات الترجيح بعد التعادل 1–1 في 90 دقيقة في درع الاتحاد الإنجليزي 2020.

## حياته الشخصية
أرتيتا متعددة اللغات، حيث يتقن الإسبانية والباسكية والكتالونية والإنجليزية. كما يتحدث بعضاً من الفرنسية والإيطالية والبرتغالية.
وهو متزوج من الممثلة الأرجنتينية الإسبانية ومقدمة البرامج وعارضة الأزياء لورينا بيرنال. للزوجين ثلاثة أطفال: غابرييل (مواليد 2009) ودانيال (مواليد 2012) وأوليفر (مواليد 2015).

## الإحصائيات

### النادي
المصدر:
| النادي           | الموسم    | الدوري                            | الدوري | الدوري  | الكأس1 | الكأس1  | أوروبا | أوروبا  | المجموع | المجموع |
| النادي           | الموسم    | الدرجة                            | الظهور | الأهداف | الظهور | الأهداف | الظهور | الأهداف | الظهور  | الأهداف |
| ---------------- | --------- | --------------------------------- | ------ | ------- | ------ | ------- | ------ | ------- | ------- | ------- |
| برشلونة ب        | 1999–2000 | الدوري الإسباني الدرجة الثانية بي | 26     | 1       | —      | —       | —      | —       | 26      | 1       |
| برشلونة ب        | 2000–01   | الدوري الإسباني الدرجة الثانية بي | 16     | 2       | —      | —       | —      | —       | 16      | 2       |
| برشلونة ب        | المجموع   | المجموع                           | 42     | 3       | —      | —       | —      | —       | 42      | 3       |
| باريس سان جيرمان | 2000–01   | الدوري الفرنسي                    | 6      | 1       | 1      | 0       | 4      | 0       | 11      | 1       |
| باريس سان جيرمان | 2001–02   | الدوري الفرنسي                    | 25     | 1       | 7      | 2       | 10     | 1       | 42      | 4       |
| باريس سان جيرمان | المجموع   | المجموع                           | 31     | 2       | 8      | 2       | 14     | 1       | 53      | 5       |
| رينجرز           | 2002–03   | الدوري الاسكتلندي                 | 27     | 4       | 7      | 1       | 1      | 0       | 35      | 5       |
| رينجرز           | 2003–04   | الدوري الاسكتلندي                 | 23     | 8       | 4      | 0       | 6      | 1       | 33      | 9       |
| رينجرز           | المجموع   | المجموع                           | 50     | 12      | 11     | 1       | 7      | 1       | 68      | 14      |
| ريال سوسيداد     | 2004–05   | الدوري الإسباني                   | 15     | 1       | 2      | 0       | —      | —       | 17      | 1       |
| إيفرتون          | 2004–05   | الدوري الإنجليزي                  | 12     | 1       | 1      | 0       | —      | —       | 13      | 1       |
| إيفرتون          | 2005–06   | الدوري الإنجليزي                  | 29     | 1       | 5      | 1       | 3      | 1       | 37      | 3       |
| إيفرتون          | 2006–07   | الدوري الإنجليزي                  | 35     | 9       | 4      | 0       | —      | —       | 39      | 9       |
| إيفرتون          | 2007–08   | الدوري الإنجليزي                  | 28     | 1       | 2      | 0       | 7      | 3       | 37      | 4       |
| إيفرتون          | 2008–09   | الدوري الإنجليزي                  | 26     | 6       | 3      | 1       | 2      | 0       | 31      | 7       |
| إيفرتون          | 2009–10   | الدوري الإنجليزي                  | 13     | 6       | 1      | 0       | 2      | 0       | 16      | 6       |
| إيفرتون          | 2010–11   | الدوري الإنجليزي                  | 29     | 3       | 4      | 0       | —      | —       | 33      | 3       |
| إيفرتون          | 2011–12   | الدوري الإنجليزي                  | 2      | 1       | 1      | 1       | —      | —       | 3       | 2       |
| إيفرتون          | المجموع   | المجموع                           | 174    | 28      | 21     | 3       | 14     | 4       | 209     | 35      |
| أرسنال           | 2011–12   | الدوري الإنجليزي                  | 29     | 6       | 3      | 0       | 6      | 0       | 38      | 6       |
| أرسنال           | 2012–13   | الدوري الإنجليزي                  | 34     | 6       | 2      | 0       | 7      | 0       | 43      | 6       |
| أرسنال           | 2013–14   | الدوري الإنجليزي                  | 31     | 2       | 6      | 1       | 6      | 0       | 43      | 3       |
| أرسنال           | 2014–15   | الدوري الإنجليزي                  | 7      | 0       | 1      | 0       | 4      | 1       | 12      | 1       |
| أرسنال           | 2015–16   | الدوري الإنجليزي                  | 9      | 0       | 4      | 0       | 1      | 0       | 14      | 0       |
| أرسنال           | المجموع   | المجموع                           | 110    | 14      | 16     | 1       | 24     | 1       | 150     | 16      |
| الإجمالي         | الإجمالي  | الإجمالي                          | 422    | 60      | 58     | 7       | 59     | 7       | 539     | 74      |

1تشمل كأس فرنسا، كأس الرابطة الفرنسية، كأس اسكتلندا، كأس الدوري الإسكتلندي، كأس الاتحاد الإنجليزي وكأس رابطة الأندية الإنجليزية المحترفة 

### كمدرب
آخر تحديث 29 أغسطس 2020.
| النادي  | من             | إلى     | السجل | السجل | السجل | السجل | السجل  | م.     |
| النادي  | من             | إلى     | ل     | ف     | ت     | خ     | فوز %  | م.     |
| ------- | -------------- | ------- | ----- | ----- | ----- | ----- | ------ | ------ |
| أرسنال  | 20 ديسمبر 2019 | الآن    | 29    | 17    | 6     | 6     | 058٫62 | [ 25 ] |
| المجموع | المجموع        | المجموع | 29    | 17    | 6     | 6     | 058٫62 |        |

## الإنجازات

### كلاعب
باريس سان جيرمان
- كأس إنترتوتو: 2001[26]

 رينجرز
- الدوري الاسكتلندي الممتاز: 2002–03[27]
- كأس الدوري الاسكتلندي: 2002–03[28]

 أرسنال
- كأس الاتحاد الإنجليزي: 2013–14،[29] 2014–15[30]
- درع الاتحاد الإنجليزي: 2014،[31] 2015[32]

 إسبانيا تحت 16 سنة
- بطولة أوروبا تحت 17 سنة: 1999[33]

 إسبانيا تحت 18 سنة
- كأس ميريديان: 1999[بحاجة لمصدر]

الفردية
- أفضل لاعب شاب في الشهر في الدوري الإسكتلندي الممتاز: سبتمبر 2002، أغسطس 2003[34]
- لاعب الموسم في إيفرتون: 2005–06، 2006–07[35]
- لاعب اللاعبين في الموسم في إيفرتون: 2005–06[35]

### كمدرب
أرسنال
- كأس الاتحاد الإنجليزي: 2019–20[36][37]
- درع الاتحاد الإنجليزي: 2020[38]

## وصلات خارجية
- ميكل أرتيتا على موقع IMDb (الإنجليزية)
- ميكل أرتيتا على موقع قاعدة بيانات الفيلم (الإنجليزية)
- ميكل أرتيتا على موقع الاتحاد الدولي (مؤرشف)  (الإنجليزية)
- ميكل أرتيتا على موقع الاتحاد الأوربي (الإنجليزية)
- ميكل أرتيتا على موقع رابطة كرة القدم الفرنسية للمحترفين (الإنجليزية)
- ميكل أرتيتا على موقع قاعدة بيانات كرة القدم.إي يو (الإنجليزية)
- ميكل أرتيتا على موقع ليكيب (الفرنسية)
- ميكل أرتيتا على موقع Soccerbase.com (لاعب) (الإنجليزية)
- ميكل أرتيتا على موقع Soccerbase.com (مدرب) (الإنجليزية)
- ميكل أرتيتا على موقع Soccerway.com (الإنجليزية)
- ميكل أرتيتا على موقع عالم كرة القدم.نت (الإنجليزية)
- ميكل أرتيتا على موقع AS.com (الإسبانية)